# El geògraf
El geògraf (neerlandès: De geograaf) és una pintura realitzada pel pintor neerlandès Johannes Vermeer entre 1668 i 1669. Aquesta obra forma part de la col·lecció del Städel Museum de Frankfurt, Alemanya. Està estretament relacionada amb L’astrònom, un altre quadre de Vermeer, ja que comparteixen el mateix model i vestuari, i sovint han estat considerades obres complementàries o de conjunt. Un estudi de 2017 va confirmar que ambdues pintures van ser fetes amb tela provinent del mateix rotlle.
Aquest quadre destaca per la seva meticulositat tècnica i la capacitat de Vermeer de capturar l’esperit intel·lectual de la seva època.

## Descripció
El Geògraf és una de les tres úniques pintures que Vermeer va signar i datar, juntament amb L’astrònom i La prostituta. Mostra un erudit vestit amb una bata d’estil japonès, popular entre els acadèmics de l’època. El protagonista, representat com algú immers en l’exploració intel·lectual, és envoltat per mapes, llibres, globus i instruments científics. Sosté uns compassos amb la mà dreta, i la seva postura dinàmica, combinada amb detalls com les ombres diagonals o la distribució dels objectes, transmet una sensació d’energia i inspiració.
Vermeer va fer modificacions a l’obra per augmentar aquesta energia visual: la posició del cap i dels compassos, així com l’eliminació d’un paper en un tamboret, són alguns dels ajustos que potencien la força narrativa del quadre. Segons diversos estudiosos, la pintura evoca un moment de “revelació” o un “destell d’inspiració”.
Els objectes cartogràfics són representacions reals i fidels al període, com el globus terraqüi de Jodocus Hondius (1618) que mostra l'Oceà Índic, una regió activa per la Companyia Neerlandesa de les Índies Orientals. El mapa a la paret ha estat identificat com un de Willem Jansz Blaeu, mentre que els instruments inclouen un bastó creuat per mesurar angles celestials.

## Relació amb Antonie van Leeuwenhoek
El model de l’obra podria ser Antonie van Leeuwenhoek, científic i contemporani de Vermeer a Delft. Les dues famílies tenien vincles amb la indústria tèxtil i l’òptica, i Leeuwenhoek, famós microscopista, es preparava per a l’examen de geòmetra quan es va pintar El Geògraf. No hi ha proves documentals de la seva relació durant la vida de Vermeer, però Leeuwenhoek va actuar com a marmessor del seu patrimoni el 1676.

## Història i procedència
Durant molt temps, El geògraf i L’astrònom van ser propietat conjunta, i es referien a ambdós com “Els Astròlegs” fins al segle XVIII. Van passar per mans de col·leccionistes europeus, incloent Jean Étienne Fizeaux i Max Kann, fins que El Geògraf va ser adquirit pel Städel Museum el 1885. L’obra s'ha exhibit en diverses ocasions, com a l’exposició retrospectiva al Palais des Champs-Élysées de París (1866) i al Museum Boijmans Van Beuningen de Rotterdam (1935).

## Referència
1. ↑  Johnson, C. Richard Jr; Sethares, W.A. «Canvas Weave Match Supports Designation of Vermeer's Geographer and Astronomer as a Pendant Pair». Journal of Historians of Netherlandish Art, vol. 9, 1, Winter 2017. DOI: 10.5092/jhna.2017.9.1.17.
2. 1 2 3  Wheelock 1995
3. 1 2  Cant 2009